# Il mai nato
(Tagline del film)
Il mai nato (The Unborn) è un film del 2009 diretto da David S. Goyer.
Il film è un horror prodotto da Michael Bay e scritto dallo stesso Goyer, con protagonisti Odette Yustman e Gary Oldman.

## Trama
Casey Beldon è una ragazza che improvvisamente comincia ad avere degli incubi inquietanti. Mentre fa da baby sitter ai bambini dei vicini di casa, il più grande dei due assume un comportamento molto strano: inizia a ripeterle una frase apparentemente insensata: "Jumby vuole nascere adesso".
Quando comincia ad avere delle allucinazioni, è protagonista anche di un altro strano fenomeno: i suoi occhi cambiano colore. Un oculista tuttavia la tranquillizza scongiurando il peggio, ma avvertendola che questo strano fenomeno è una particolarità che può riguardare solo ed esclusivamente i fratelli gemelli. Casey scopre così che i suoi genitori le hanno nascosto l'esistenza di un gemello, che era effettivamente morto prima di nascere. La mamma, anch'essa deceduta da tempo in un ospedale psichiatrico, forse aveva desiderato cancellare il dolore che tale fatto le causava.
L'improvviso decesso della bambina più piccola alla quale faceva da baby-sitter, e la scoperta che Jumby era il nomignolo che i genitori avevano dato al suo gemello mai nato, completano un quadro inquietante, di fronte al quale Casey decide di indagare sulla vita della madre.
Scoperto un legame con Sofi Kozma, anziana sopravvissuta all'olocausto, Casey la va a trovare nella clinica per anziani dove è ospite, ma inizialmente non riesce a scoprire molto. La donna, tuttavia, la richiamerà dopo aver compreso che Casey ha diritto di essere informata di tutto. Rivelerà di essere sua nonna, scampata miracolosamente all'internamento di Auschwitz, dove il fratello gemello era stato vittima degli esperimenti del Dottor Mengele. Quando, due giorni dopo la sua morte, Sofi aveva visto suo fratello ancora vivo, aveva dedotto che non si trattava di lui, ma di un'anima che si era impossessata del suo corpo, l'anima di un defunto cui era stato vietato l'ingresso in Paradiso: un Dybbuk. Sofi così lo aveva ucciso per liberare il corpo del fratello e, da allora, quell'anima disperata vaga in cerca di un corpo nel quale vivere, prediligendo i membri della loro famiglia e i gemelli in genere. Avendo spiegato di conseguenza la tormentata vita di sua figlia, madre di Casey, e per evitare che la storia si ripeta con sua nipote, le indica di rivolgersi al rabbino Sendak, l'unico uomo in grado di allontanare il Dybbuk.
Casey si reca dunque a casa del rabbino Sendak e gli chiede di sottoporla ad un esorcismo, per liberarla dal Dybbuk. Sendak, colpito dalla strana vicenda e dalla disperazione della ragazza, comincia ad interessarsi al caso.
Intanto, lo spirito vagante uccide prima la nonna, poi l'amica di Casey, dando corpo a quella teoria secondo la quale il Dybbuk punterebbe a isolare la sua vittima, per renderla più vulnerabile. Di fronte a questa evoluzione, Sendak decide di sottoporre la ragazza a un esorcismo il cui rito è in parte ebraico e in parte di altre religioni, da eseguirsi con l'aiuto di dieci persone, compresi un prete episcopale e il fidanzato di Casey, Mark. Tale rito scatena la violenza dello spirito, che non risparmia nessuno dei presenti richiedendo il sacrificio del povero Mark.
Casey, dopo aver perso la nonna, la migliore amica e il fidanzato, è però finalmente salva. Riesce anche a dare una risposta a una delle domande che più la tormentano: perché il Dybbuk si era fatto vivo solo adesso nella sua vita? Avrebbe potuto cominciare a perseguitarla fin da bambina. La triste risposta è che lei è incinta di due gemelli.

## Distribuzione
Il film è stato distribuito dalla Rogue Pictures il 9 gennaio 2009, mentre in Italia è stato distribuito dalla Universal Pictures il 27 febbraio 2009.